# Philipp von Bismarck
Philipp von Bismarck (ur. 19 sierpnia 1913 w Jarchlinie, zm. 20 lipca 2006 w Obernholz) – niemiecki polityk i ekonomista, arystokrata, od 1969 do 1979 deputowany do Bundestagu, od 1978 do 1989 poseł do Parlamentu Europejskiego.

## Życiorys
Syn arystokraty Gottfrieda von Bismarcka (1881–1928) i Gertrud z domu Koehn, brat dyrektora Westdeutscher Rundfunk Klausa. Po śmierci ojca adoptowany przez krewnego Bernharda von Bismarcka. Spokrewniony z Otto von Bismarckiem, działał w rodzinnym stowarzyszeniu Bismarcków. Po ukończeniu szkoły średniej od 1931 był rolnikiem. Od 1935 po zagrożeniu aresztowaniem służył w 9 Pułku Piechoty, gdzie doszedł do stopnia Bataillonsadjutanta. Jako oficer sztabowy działał jednocześnie w ruchu oporu skupionym wokół Henninga von Tresckowa, a w 1945 dostał się do niewoli. Po wojnie studiował prawo, politologię i ekonomię na Uniwersytecie Albrechta i Ludwika we Fryburgu, w 1950 obronił doktorat napisany pod kierunkiem Waltera Euckena. Był członkiem zarządu spółki Kali Chemie oraz szefem izby handlowej i przemysłowej w Hamburgu. Autor publikacji książkowych dotyczących m.in. polityki ekonomicznej.
Zaangażował się w działalność polityczną w ramach Unii Chrześcijańsko-Demokratycznej, od 1970 do 1983 kierował jej radą ekonomiczną. Od 1948 działał w ruchu Niemców wypędzonych z Pomorza (Pommersche Landsmannschaft), od 1970 jako rzecznik. W latach 1969–1979 zasiadał w Bundestagu VI, VII i VIII kadencji (zrezygnował po wyborze do PE). W latach 1978–1989 wykonywał mandat posła do Parlamentu Europejskiego, w 1979 i 1984 wybierano go w wyborach bezpośrednich. Przystąpił do Europejskiej Partii Ludowej, należał do jej prezydium.

## Odznaczenia
Odznaczono go dwukrotnie Orderem Zasługi Republiki Federalnej Niemiec: Wielkim Krzyżem Zasługi (1973) i Wielkim Krzyżem Zasługi z Gwiazdą (1983) oraz Legią Honorową (kawaler, 1989).